# Ferdinand I al Bulgariei
Ferdinand, (n. 26 februarie 1861, Viena, Imperiul Austriac – d. 10 septembrie 1948, Coburg, Regatul Bavariei, Reich-ul German), născut Ferdinand Maximilian Karl Leopold Maria de Saxa-Coburg și Gotha-Koháry, a fost conducător al Bulgariei din 1887 până în 1918, inițial ca knyaz (prinț regent, 1887–1908) mai târziu ca țar (1908–1918). De asemenea, a fost autor, botanist, entomolog și filatelist.

## Biografie
Ferdinand s-a născut la Viena, ca prinț Koháry, ramură a familiei ducale de Saxa-Coburg-Gotha. A crescut în mediul cosmopolit al înaltei nobilimi austro-ungare și pe domeniile ancestrale ale familiei din Slovacia și Germania.
Fiu al prințului August de Saxa-Coburg-Gotha și a soției sale, Clémentine de Orléans, fiica regelui Ludovic-Filip I al Franței, Ferdinand a fost nepotul Ducelui Ernest I de Saxa-Coburg-Gotha și al regelui Leopold I al Belgiei. Tatăl său August a fost frate al regelui Ferdinand al II-lea al Portugaliei și văr primar cu regina Victoria, Albert, Prinț Consort, împărăteasa Charlotte a Mexicului și Leopold al II-lea al Belgiei. Ultimii doi erau veri primari ai lui Ferdinand și prin mama sa, prințesă de Orléans. Ferdinand a avut printre strămoși conducători ai Bulgariei medievale atât din partea tatălui cât și a mamei.

### Prinț al Bulgariei

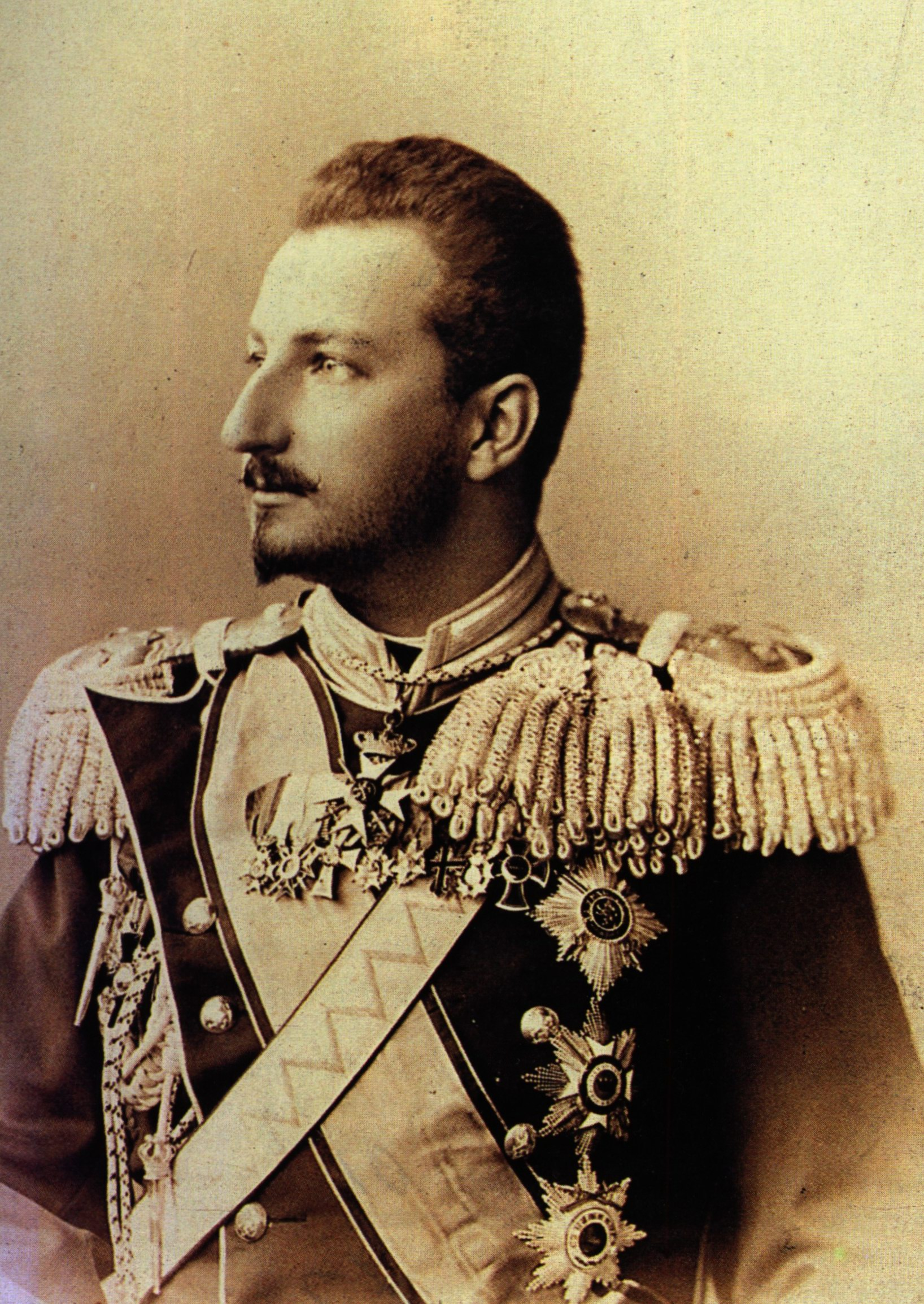
Ferdinand al Bulgariei

Primul Knyaz (prinț regent) al celui de-Al Treilea Stat bulgar, Alexandru de Battenberg, a abdicat în 1886 după numai șase ani de la alegerea sa. Ferdinand a fost ales Knyaz de Marea Adunare Națională a Bulgariei la 7 iulie 1887 după calendarul gregorian. În încercări disperate de a preveni ocuparea Bulgariei de către Rusia, tronul a fost oferit anterior, înainte de acceptarea de către Ferdinand, unor prinți din Danemarca până în Caucaz și chiar regelui României.
Ascensiunea lui a fost primită cu neîncredere de multe case regale din Europa. Regina Victoria, verișoara primară a tatălui său, a declarat primului ei ministru: "Este total nepotrivit ... delicat, excentric și efeminat ... trebuie oprit imediat." Spre uimirea detractorilor săi inițiali, Ferdinand a avut succes în general în primele două decade ale domniei sale.
Viața politică internă a Bulgariei a fost dominată în primii ani ai domniei lui Ferdinand de liderul Partidului Liberal Ștefan Stambolov, a cărui politică externă a văzut o răcire accentuată în relațiile cu Rusia, văzută ca fostă protectoare a Bulgariei.

### Viața personală
Se crede că Ferdinand a fost bisexual de-a lungul întregii sale vieți, dar până la vârsta mijlocie au predominat femeile.
Ferdinand a intrat într-un mariaj de conveniență cu Prințesa Marie Louise de Bourbon-Parma, fiica lui Roberto I de Parma și a Prințesei Maria Pia de Bourbon-Două Sicilii, la 20 aprilie 1893 la Villa Pianore în Lucca, Italia. Cuplul a avut patru copii:
- Boris III (1894–1943)
- Kiril (1895–1945)
- Eudoxia (1898–1985)
- Nadejda (1899–1958). S-a căsătorit cu Ducele Albrecht Eugen de Württemberg.

Marie Louise a murit la 31 ianuarie 1899 după ce a născut-o pe fiica ei Nadejda. Ferdinand nu s-a mai gândit la căsătorie până când mama sa, Prințesa Clémentine, a murit în 1907. Pentru a îndeplini obligațiile dinastice și a oferi copiilor săi o figură maternă, Ferdinand s-a căsătorit cu Eleonore Caroline Gasparine Louise, prințesă Reuss-Köstritz, la 28 februarie 1908.
Ferdinand își petrecea periodic vacanțele la Capri, atunci faimos pentru locul de întâlnire al gay-ilor bogați.
Căderea lui Stambolov (mai 1894) și, ulterior, asasinarea lui (iulie 1895), au deschis calea pentru o reconciliere a Bulgariei cu Rusia efectuată în luna februarie 1896 prin convertirea prințului Boris de la romano-catolicism la ortodoxism. Totuși, această mutare a adus multă animozitatea printre rudele sale catolice austriece, în special a unchiului său, împăratul Franz Joseph I al Austriei.

## Țar al Bulgariei

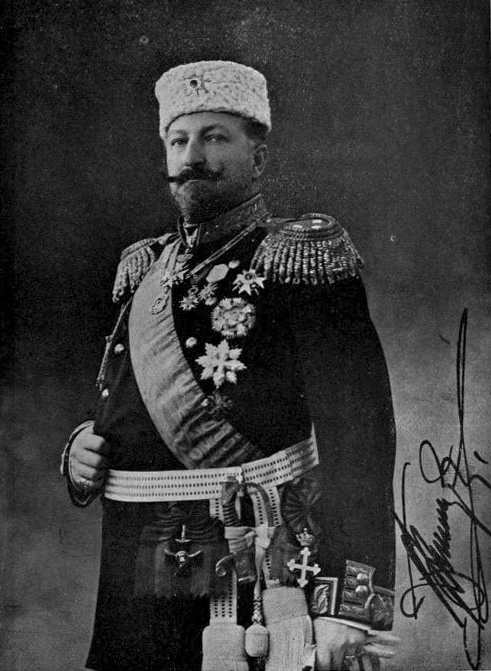
Țarul Ferdinand al Bulgariei

La 5 octombrie 1908 (sărbătorit la 22 septembrie), Ferdinand a proclamat independența de jure a Bulgariei față de Imperiul Otoman. De asemenea, el a ridicat statutul Bulgariei la nivel de regat și s-a autoproclamat țar sau rege. Declarația de independență a Bulgariei a fost proclamată de el la biserica Sfinții Patru Martiri din Tărnovo. A fost acceptat de Turcia și celelalte puteri europene.
Ferdinand a fost cunoscut ca fiind un personaj cu o problemă de caracter. La o vizită la împăratul german Wilhelm al II-lea în 1909, Ferdinand stătea rezemat la o fereastră a noului palat din Potsdam atunci când împăratul a venit din spatele lui și l-a pălmuit la fund. Ferdinand a fost ofensat de gest și împăratul și-a cerut scuze. La 15 iulie 1910 la o vizită în Belgia, Ferdinand a devenit primul șef de stat care a zburat cu un avion.
Ca mulți conducători dinaintea lui într-o țară ortodoxă, Ferdinand a avut un "vis al unui nou Bizanț".Acesta a dorit să cucerească Constantinopolul. În 1912, Ferdinand s-a alăturat altor state balcanice într-un asalt asupra Imperiului Otoman pentru a elibera teritoriile ocupate. A văzut acest război ca pe o nouă cruciadă declarând că aceasta este "o luptă dreaptă, mare și sfântă a Crucii împotriva Semilunii". Bulgaria a contribuit cu cel mai mare număr de soldați. Marile puteri au insistat asupra creării unei Albanii independente. Curând după aceea, Bulgaria a atacat aliații săi recenți Serbia și Grecia iar ea însăși a fost atacată de către România și Imperiul Otoman și a fost învinsă.
Cu toate acestea, Tratatul de la București din 1913 i-a dat unele câștiguri teritoriale în Bulgaria. I-a fost asigurată o zonă mică de teren care i-a permis accesul la Marea Egee.